# Елкхарт Лејк (Висконсин)
Елкхарт Лејк (енгл. Elkhart Lake) град је у америчкој савезној држави Висконсин.

## Демографија
По попису из 2010. године број становника је 967, што је 54 (-5,3%) становника мање него 2000. године.
| Група             | 2000.         | 2010.       |
| Белци             | 1.006 (98,5%) | 938 (97,0%) |
| Афроамериканци    | 0 (0,0%)      | 2 (0,2%)    |
| Азијати           | 1 (0,1%)      | 0 (0,0%)    |
| Хиспаноамериканци | 11 (1,1%)     | 16 (1,7%)   |
| Укупно            | 1.021         | 967         |